# تیروزین کیناز گیرنده‌ای
تیروزین کینازهای گیرنده‌ای (انگلیسی: Receptor tyrosine kinases) یا به‌اختصار «RTKs»، انواعی از گیرنده‌های سطح سلول با میل ترکیبی زیاد برای بسیاری از فاکتورهای رشد سلولی، سیتوکین‌ها و هورمون‌ها هستند.
از حدود ۹۰ ژن تیروزین کینازی که در ژنوم انسان کشف شده‌است، ۵۹ تایش مسئول ساختِ «تیروزین کینازهای گیرنده‌ای» هستند. این پروتئین‌ها نه تنها در رشد و تکامل طبیعی سلول‌ها نقشِ مهمی دارند، بلکه در ایجاد و پیشرفت بسیاری از انواع سرطان‌ها هم دخیل هستند. جهش ژن‌های مسئول ساخت این پروتئین‌ها، منجر به فعالیت تعداد بیشماری پیام‌های داخل‌سلولی می‌شود که تأثیرات فراوانی بر ساخت پروتئین‌های دیگر دارد.
تیروزین کینازهای گیرنده‌ای متعلق به خانوادهٔ بزرگ تیروزین کینازها هستند و حاوی یک دومِـین تراغشایی هستند. عضو دیگر این خانواده، تیروزین کیناز غیر گیرنده‌ای نام دارد که فاقد دومِـین تراغشایی است.